# Motion (Calvin Harris)
Motion è il quarto album in studio del DJ e cantante britannico Calvin Harris, pubblicato il 4 novembre 2014. L'album ha subito riscosso un grande successo commerciale debuttando al primo posto delle classifiche di vendita britanniche e tedesche, alla terza posizione in Belgio, quinta in Olanda e nella Top 10 di Svezia e Francia.

## Singoli
Under Control è stato pubblicato come primo singolo estratto dall'album Motion, il 7 ottobre 2013, con la collaborazione di Alesso e la partecipazione vocale del duo britannico Hurts.
Il secondo singolo proveniente dal quarto album di Harris è Summer. Pubblicato il 14 marzo 2014, ha debuttato al primo posto delle classifiche di vendita di Regno Unito e Irlanda, e raggiunse la settima posizione della Billboard Hot 100. Il singolo ha la particolarità di essere stato cantato, scritto e prodotto dallo stesso Harris, come aveva già fatto in precedenza con il singolo Feel So Close nel 2011.
Il 7 settembre 2014 viene invece pubblicata Blame, annunciata nel mese di giugno dall'artista stesso su Twitter, in collaborazione con il cantante britannico John Newman. Il singolo ha raggiunto la Top 10 delle classifiche di 22 Paesi e la 21ª posizione della Top 100 di Billboard.
Il quarto estratto da Motion è Outside, in featuring con la cantante inglese Ellie Goulding, con cui già in passato aveva realizzato singoli di successo come I Need Your Love. Outside è pubblicato come quarto singolo il 20 ottobre 2014.
Il sesto singolo estratto è Open Wide, pubblicato il 27 gennaio 2015 come singolo promozionale.

Il settimo singolo estratto è Pray to God, pubblicato il 9 marzo 2015.

### Singoli promozionali
"Slow Acid" è stata distribuita il 14 ottobre 2014 come singolo promozionale dell'album. La traccia è unicamente strumentale, senza quindi un accompagnamento vocale.

"Open Wide" è invece stata pubblicata il 27 ottobre, in featuring con il rapper statunitense Big Sean. Il brano è un'edizione vocalizzata di C.U.B.A., traccia che Harris pubblicò il 7 luglio 2014.

"Faith" è stata usata come colonna sonora degli spot Wind da novembre 2014 a maggio 2015.

## Tracce
1. Faith – 3:39 (Calvin Harris, John Newman, Steve Mac)
2. Under Control (with Alesso feat. Hurts) – 3:04 (Calvin Harris, Alessandro Lindblad, Theo Hutchcraft)
3. Blame (feat. John Newman) – 3:32 (Calvin Harris, John Newman, James Newman)
4. Love Now (feat. All About She) – 3:38 (Calvin Harris, James Tadgell, Jon Clare, Vanya Taylor)
5. Slow Acid – 3:41 (Calvin Harris)
6. Outside (feat. Ellie Goulding) – 3:47 (Calvin Harris, Ellie Goulding)
7. It Was You (with Firebeatz) – 3:44 (Calvin Harris, Tim Smulders, Jurre van Doeselaar)
8. Summer – 3:42 (Calvin Harris)
9. Overdrive (with Ummet Ozcan) – 4:51 (Calvin Harris, Ummet Ozcan)
10. Ecstasy (feat. Hurts) – 3:41 (Calvin Harris, Theo Hutchcraft, Adam Anderson)
11. Pray to God (feat. Haim) – 3:52 (Calvin Harris, Alana Haim, Danielle Haim, Este Haim, Dash Hutton)
12. Open Wide (feat. Big Sean) – 3:07 (Calvin Harris, Sean Anderson)
13. Together (feat. Gwen Stefani) – 3:38 (Calvin Harris, Gwen Stefani)
14. Burnin' (with R3hab) – 3:54 (Calvin Harris, Fadil El Ghoul)
15. Dollar Signs (feat. Tinashe) – 3:56 (Calvin Harris, Tinashé Jorgensen Kachingwe)

## Classifiche

### Classifiche settimanali
| Classifica (2014-16) | Posizione massima |
| -------------------- | ----------------- |
| Australia            | 3                 |
| Austria              | 13                |
| Belgio (Fiandre)     | 20                |
| Belgio (Vallonia)    | 18                |
| Canada               | 2                 |
| Corea del Sud        | 79                |
| Danimarca            | 3                 |
| Finlandia            | 6                 |
| Francia              | 20                |
| Germania             | 20                |
| Giappone             | 25                |
| Irlanda              | 5                 |
| Italia               | 16                |
| Norvegia             | 2                 |
| Nuova Zelanda        | 4                 |
| Paesi Bassi          | 25                |
| Polonia              | 46                |
| Portogallo           | 23                |
| Regno Unito          | 2                 |
| Spagna               | 24                |
| Stati Uniti          | 5                 |
| Svezia               | 2                 |
| Svizzera             | 2                 |

### Classifiche di fine anno
| Classifica (2014) | Posizione |
| ----------------- | --------- |
| Australia         | 74        |
| Svezia            | 41        |
| Classifica (2015) | Posizione |
| Australia         | 95        |
| Belgio (Fiandre)  | 181       |
| Belgio (Vallonia) | 151       |
| Danimarca         | 24        |
| Stati Uniti       | 75        |
| Svezia            | 12        |
| Classifica (2024) | Posizione |
| Portogallo        | 95        |
| Ungheria          | 74        |